# Capolona
Capolona és un municipi situat al territori de la província d'Arezzo, a la riba dreta del riu Arno, a la regió de la Toscana (Itàlia).
Limita amb els municipis d'Arezzo, Castel Focognano, Castiglion Fibocchi, Subbiano i Talla.
Les frazione de Bibbiano, Castelluccio, Lorenzano, Pieve San Giovanni i San Martino Sopr'Arno pertanyen al municipi de Capolona.